# Plechotice
Plechotice (Hongaars: Pelejte) is een Slowaakse gemeente in de regio Košice, en maakt deel uit van het district Trebišov.
Plechotice telt 782 inwoners.